# Ulyanovsk Avia Enterprise
Oeljanovsk Avia Enterprise (Russisch: Ульяновское высшее авиационное училище гражданской авиации) of Ulyanovsk Higher Civil Aviation of Vau Ga is een Russische luchtvaartmaatschappij met haar thuisbasis in Oeljanovsk.

## Geschiedenis
Oeljanovsk Avia Enterprise is opgericht in 1993 als Civil Aviation Center vanuit Aeroflot's opleidingscentrum.
Vanaf 1994 werd de naam Ulyanovsk Higher Civil Aviation gebruikt en vanaf 2005 wordt geopereerd onder de naam Uvauga of Vau Ga.

## Vloot
De vloot van Ulyanovsk Air Enterprise bestaat uit:(dec.2006)
- 1 Tupolev TU-154B
- 1 Tupolev TU-154M
- 1 Tupolev TU-134A
- 1 Yakolev Yak-40()
- Diamond DA40
- Diamond DA42 Twin Star